# Zulejcha öppnar ögonen
Zulejcha öppnar ögonen är en roman från 2015 av den ryska författaren Guzel Jachina om avkulakisering på 1930-talet. Kom i svensk översättning 2019. År 2019 producerades en TV-serie med Tjulpan Chamatova i huvudrollen.

## Handling
Zulejcha öppnar sina ögon inleds år 1930 i en tatarisk by. Zulejchas man blir mördad av bolsjevikerna vintern 1930 och hon deporteras till Sibirien tillsammans med hundratals människor.